# Myriam Taylor
Myriam Taylor (Albufeira, 1976) é uma ativista e empreendedora.

## Biografia
Filha de angolanos que foram para Portugal como refugiados de guerra em 1976, Myriam Taylor nasceu nesse ano em Albufeira, no concelho de Faro.
Desde pequena mostrou interesse por artes, tendo tido nove anos de formação em Ballet Clássico.  Em 1998, foi para Londres estudar European Theatre Arts no The Rose Bruford College.

## Reconhecimento e Prémios
Encontra-se na lista das 100 Empreendedoras a seguir da Forbes.
Em 2021, a revista online em parceria com outras entidades criou a lista Powerlist 100 Bantumen que pretende distinguir as 100 personalidades negras mais influentes da lusofonia e na qual Myriam Taylor está incluída.